# Orimba epilecta
Orimba epilecta är en fjärilsart som beskrevs av Hans Ferdinand Emil Julius Stichel 1910. Orimba epilecta ingår i släktet Orimba och familjen Riodinidae. Inga underarter finns listade i Catalogue of Life.